# Beachwood (Ohio)
Pour les articles homonymes, voir Beachwood.
Beachwood est une ville du comté de Cuyahoga, en Ohio, aux États-Unis. Elle est incorporée en 1927,. Lors du recensement de 2010, la ville comptait une population de 11 953 habitants.

## Source de la traduction
- (en) Cet article est partiellement ou en totalité issu de l’article de Wikipédia en anglais intitulé « Beachwood, Ohio » (voir la liste des auteurs).